# Elbinger SV
Der Elbinger SV 05 war ein deutscher Sportverein aus dem im heutigen Polen gelegenen Elbląg.

## Geschichte
Der Verein wurde am 14. April 1905 unter dem Namen Elbinger FC 05 gegründet. 1909 erfolgte durch die Fusion mit dem SC Preußen Elbing die Namensänderung in Elbinger SV 05. Bei der Baltischen Fußballmeisterschaft 1907/08 konnte Elbing die Bezirksklasse Elbing-Graudenz gewinnen und qualifizierte sich somit für die baltische Fußballendrunde. In dieser schied die Mannschaft im Halbfinale nach einer 3:5-Niederlage gegen den BuEV Danzig aus. Auch in der Saison 1908/09 konnte Elbing nach einem deutlichen 12:1-Sieg gegen den SV Marienwerder die Bezirksklasse Elbing-Marienwerder gewinnen. Aber auch in dieser Saison war der BuEV Danzig im Halbfinale zu stark, diesmal verloren die Elbinger mit 1:3. Zur Saison 1910/11 wurden die Fußballbezirke seitens des Baltischen Rasen- und Wintersport-Verbandes umstrukturiert, der Elbinger SV spielte fortan in der Bezirksklasse Elbing. 1911/12 konnte die Bezirksklasse gewonnen werden. Bei der anschließenden baltischen Fußballmeisterschaft schied der Elbinger SV bereits im Viertelfinale nach einer 0:10-Niederlage gegen den VfB Königsberg aus. Ein ähnliches Bild ergab sich in der darauf folgenden Saison 1912/13. Wieder gewann Elbing seine Bezirksliga und wieder schied die Mannschaft im Viertelfinale der Baltischen Fußballmeisterschaft aus.
Nach dem Ersten Weltkrieg wurden die Vereine aus Elbing der Bezirksliga VI Ostpreußen West innerhalb des Kreises I Ostpreußen zugeordnet, hier gelangen dem Elbinger SV überwiegend Mittelfeldplatzierungen. Durch den dritten Platz in der Spielzeit 1925/26 verpasste der Verein die Qualifikation zur in der kommenden Saison neu eingeführten obersten Ostpreußenliga und spielte fortan zweitklassig. Zur Spielzeit 1929/30 gab es erneut Umstrukturierung im Ligensystem des Baltischen Sport-Verbandes, fortan spielten die Elbinger Vereine im Kreis III Westpreußen des Bezirkes II Grenzmark. Positiver Nebeneffekt der Umstrukturierung war, das die Elbinger Vereine fortan wieder erstklassig spielten. Bereits 1929/30 wurde der Elbinger SV Kreismeister Westpreußens, in der anschließenden Fußballendrunde vom Bezirk Grenzmark unterlag Elbing jedoch den anderen drei Vereinen deutlich und verpasste die Teilnahme an der baltischen Fußballendrunde. Nach Machtübernahme der Nationalsozialisten wurden die Fußballverbände aufgelöst und durch Sportgaue ersetzt. Da der Elbinger SV in der Spielzeit 1932/33 nur den siebten Tabellenplatz erreichte, verpasste er die Qualifikation zur erstklassigen Gauliga Ostpreußen und spielte 1933/34 in der Kreisklasse IV Danzig-Marienwerder gar drittklassig.
Zur Gauliga Ostpreußen 1939/40 durfte der Elbinger SV kriegsbedingt in einer Kriegsspielgemeinschaft mit den Lokalrivalen SV Viktoria Elbing und VfR Hansa Elbing spielen. Zur Spielzeit 1941/42 gelang den Elbingern der Aufstieg in die Gauliga Danzig-Westpreußen, der sofortige Abstieg konnte jedoch nicht vermieden werden. Nach dem Zweiten Weltkrieg wurde das zum Deutschen Reich gehörende Elbing unter polnische Verwaltung gestellt. Der Elbinger SV wurde – wie alle übrigen deutschen Vereine und Einrichtungen – zwangsaufgelöst.

## Erfolge
- Sieger Bezirksklasse Elbing: 1908, 1909, 1912, 1913
- Sieger Kreisklasse Westpreußen: 1930
- Teilnahme an der Gauliga Ostpreußen: 1939/40 (als Kriegsspielgemeinschaft)
- Teilnahme an der Gauliga Danzig-Westpreußen: 1941/42